# Saison NBA 1955-1956
Navigation
Saison 1954-1955 Saison 1956-1957
La saison NBA 1955-1956 est la 7e saison de la NBA (10e en comptant les trois saisons de BAA). Elle se termine sur la victoire des Warriors de Philadelphie face aux Fort Wayne Pistons 4 matches à 1.

## Faits notables
- Les Hawks quittent Milwaukee, Wisconsin et s'installent à St. Louis, Missouri.
- La NBA remet pour la première fois le trophée de NBA Most Valuable Player (couramment appelée MVP).
- Le NBA All-Star Game est joué à Rochester. L'Ouest bat l'Est 108-94, emmené par le MVP de la rencontre, Bob Pettit des St. Louis Hawks.

## Classement final
| Champion de division | Qualifié pour les playoffs | Éliminé des playoffs |

| Division Est             | V  | D  | PCT  | GB |
| ------------------------ | -- | -- | ---- | -- |
| Warriors de Philadelphie | 45 | 27 | .625 | -  |
| Celtics de Boston        | 39 | 33 | .542 | 6  |
| Knicks de New York       | 35 | 37 | .486 | 10 |
| Nationals de Syracuse    | 35 | 37 | .486 | 10 |

| Division Ouest        | V  | D  | PCT  | GB |
| --------------------- | -- | -- | ---- | -- |
| Pistons de Fort Wayne | 37 | 35 | .514 | -  |
| Lakers de Minneapolis | 33 | 39 | .458 | 4  |
| Hawks de Saint-Louis  | 33 | 39 | .458 | 4  |
| Royals de Rochester   | 31 | 41 | .431 | 6  |

## Leaders de la saison régulière
| Catégorie            | Joueur         | Franchise                | Stat |
| -------------------- | -------------- | ------------------------ | ---- |
| Points par match     | Bob Pettit     | St. Louis Hawks          | 25.7 |
| Rebonds par match    | Maurice Stokes | Rochester Royals         | 16.3 |
| Assists par match    | Bob Cousy      | Celtics de Boston        | 8.9  |
| % à 2 points         | Neil Johnston  | Warriors de Philadelphie | 45.7 |
| % aux lancers francs | Bill Sharman   | Celtics de Boston        | 86.7 |

## Play-offs
|  | Demi-finales de Division | Demi-finales de Division | Demi-finales de Division |                       |   | Finales de Division | Finales de Division | Finales de Division |  |  | Finales NBA | Finales NBA              | Finales NBA |
|  |                          |                          |                          |                       |   |                     |                     |                     |  |  |             |                          |             |
|  |                          |                          |                          |                       |   |                     |                     |                     |  |  |             |                          |             |
|  |                          | 1                        | Warriors de Philadelphie | 3                     |   |                     |                     |                     |  |  |             |                          |             |
|  | Division Est             | 1                        | Warriors de Philadelphie | 3                     |   |                     |                     |                     |  |  |             |                          |             |
|  |                          |                          | 3                        | Nationals de Syracuse | 2 |                     |                     |                     |  |  |             |                          |             |
|  | 3                        | Nationals de Syracuse    | 3                        | Nationals de Syracuse | 2 | 2                   |                     |                     |  |  |             |                          |             |
|  | 3                        | Nationals de Syracuse    |                          |                       |   | 2                   |                     |                     |  |  |             |                          |             |
|  | 2                        | Celtics de Boston        | 1                        |                       |   |                     |                     |                     |  |  |             |                          |             |
|  |                          |                          |                          |                       |   |                     |                     |                     |  |  | E1          | Warriors de Philadelphie | 4           |
|  |                          |                          | O1                       | Pistons de Fort Wayne | 1 |                     |                     |                     |  |  |             |                          |             |
|  |                          |                          |                          |                       |   |                     |                     |                     |  |  |             |                          |             |
|  |                          |                          |                          |                       |   |                     |                     |                     |  |  |             |                          |             |
|  |                          | 1                        | Pistons de Fort Wayne    | 3                     |   |                     |                     |                     |  |  |             |                          |             |
|  | Division Ouest           | 1                        | Pistons de Fort Wayne    | 3                     |   |                     |                     |                     |  |  |             |                          |             |
|  |                          |                          | 3                        | Hawks de Saint-Louis  | 2 |                     |                     |                     |  |  |             |                          |             |
|  | 3                        | Hawks de Saint-Louis     | 3                        | Hawks de Saint-Louis  | 2 | 2                   |                     |                     |  |  |             |                          |             |
|  | 3                        | Hawks de Saint-Louis     |                          |                       |   | 2                   |                     |                     |  |  |             |                          |             |
|  | 2                        | Lakers de Minneapolis    | 1                        |                       |   |                     |                     |                     |  |  |             |                          |             |

### Demi-finales de Division

#### Eastern Division
- Syracuse Nationals - Celtics de Boston 2-1

#### Western Division
- St. Louis Hawks - Minneapolis Lakers 2-1

### Finales de Division

#### Eastern Division
- Warriors de Philadelphie - Syracuse Nationals 3-2

#### Western Division
- Fort Wayne Pistons - St. Louis Hawks 3-2

### Finales NBA
- Warriors de Philadelphie - Fort Wayne Pistons 4-1

## Récompenses individuelles
- NBA Most Valuable Player : Bob Pettit, St. Louis Hawks
- NBA Rookie of the Year : Maurice Stokes, Rochester Royals

- All-NBA First Team :
  - Bob Cousy, Celtics de Boston
  - Paul Arizin, Warriors de Philadelphie
  - Neil Johnston, Warriors de Philadelphie
  - Bob Pettit, St. Louis Hawks
  - Bill Sharman, Celtics de Boston

- All-NBA Second Team :
  - Dolph Schayes, Syracuse Nationals
  - Maurice Stokes, Rochester Royals
  - Slater Martin, Minneapolis Lakers
  - Jack George, Warriors de Philadelphie
  - Clyde Lovellette, Minneapolis Lakers